# 木村彰一
木村 彰一（きむら しょういち、1915年1月5日 - 1986年1月18日）は、日本のロシア文学者、翻訳家。東京大学名誉教授。専門はスラブ文学。

## 生涯
出生から修学期
1915年、ドイツ文学研究者・木村謹治の長男として秋田県五城目町で生まれた。東京帝国大学言語学科に入学し、八杉貞利にロシア語を学んだ。1937年に東京帝国大学言語学科を卒業。
ロシア文学研究者として
1941年、東京外事専門学校（現・東京外国語大学）教授に就いた。1947年、北海道帝国大学文学部助教授に着任し、ロシア語学科を創設。1952年に教授昇進。1955年から北海道大学附属スラヴ研究施設長。1957年、東京大学文学部助教授となった。1961年から1年間、ポーランドに研究留学。帰国後の1962年、東京大学教養学部教授に昇進した。1966年、教養学科ロシア分科創設にともない主任となる。1972年、文学部にロシア文学科が創設されると主任教授となり、同時に比較文学比較文化専攻課程主任をつとめた。1974年に東京大学を退官し、名誉教授となった。その後は早稲田大学教授として教鞭をとった。1986年に死去。

## 受賞・栄典
- プーシキン・メダル（英語版）を授与された。

## 研究内容・業績
専門はロシア語ならびにロシア語文学。周辺のスラブ語諸国を含んだスラブ学の創始者であり、北海道大学文学部ロシア文学科、同大学法学部スラプ研究所、東京大学教養学部教養学科ロシア分科、同大学文学部ロシア語ロシア文学科および同大学大学院修士・博士課程の設立に関わった。
木村彰一賞
1992年、スラブ文学の翻訳・紹介について「木村彰一賞」が木村彰一賞運営委員会によって授与されている。

## 家族・親族
- 父：木村謹治はドイツ文学者。

## 著書一覧
- 『ロシア・ソヴェート文学史』中央公論社 1958
- 『ロシア文法の基礎』白水社 1964
- 『博友社 ロシア語辞典』博友社 1975
- 『古代教会スラブ語入門』白水社 1985
- 『魅せられた旅人：ロシア文学の愉しみ』恒文社 1987

編著・共著
- 『新撰ロシヤ語讀本』八杉貞利・北垣信行共編、愛育社 1948
- 『ロシヤ文法』八杉貞利、岩波書店 1953
- 『ロシア・ソビエト文学』毎日新聞社(毎日ライブラリー) 1961
- 『ロシアの文学』池田健太郎共著、明治書院 1966
- 『ロシア基本語辞典』監修、白水社 1969
- 『ロシア文学史』北垣信・池田健太郎、明治書院 1972
- 『ポーランド語の入門』吉上昭三共著、白水社 1973
- 『白水社ポーランド語辞典』共編、白水社 1981
- 『ロシアの言語文化』川端香男里共編著、放送大学教育振興会 1985

主な訳書
- 『イーゴリー軍記』(世界文學全集 古典篇) 河出書房 1954
  - 改訳版『イーゴリ遠征物語』岩波文庫 1983
- チェーホフ『たいくつな話・浮気な女』(世界文學大系) 筑摩書房 1958
  - 新版 講談社文芸文庫 2000
- レスコーフ『魅せられた旅人』(世界文學大系) 筑摩書房 1959
  - 岩波文庫 1960、復刊1994
- ソーニャ・コヴァレフスカヤ『ソーニャ・コヴァレフスカヤ伝』(世界ノンフィクション全集) 筑摩書房 1960
- ダヴィド・ルビノーヴィチ（英語版）『ダヴィドの日記』筑摩書房 1961
- ニコライ・ゴーゴリ『死せる魂 第1部』中央公論社(世界の文学) 1965
- プーシキン『エヴゲーニイ・オネーギン』講談社(世界文学全集) 1969
  - 新版 講談社文芸文庫 1998
- レフ・トルストイ『アンナ・カレーニナ』(世界文学全集37・38)筑摩書房 1970
- イサーク・バーベリ『騎兵隊』中公文庫 1975
- シェンキェーヴィチ『クオ・ワディス』(ノーベル賞文学全集) 主婦の友社 1972／(世界文学全集)講談社 1977
  - 岩波文庫（上中下）1995、ワイド版2007
- ゴンチャローフ『オブローモフ』灰谷慶三共訳、(世界文学全集) 講談社 1983

記念論集
- 『ロシア・西欧・日本 木村彰一教授還暦記念論文集』朝日出版社 1976